# Левицький Іван Омелянович
Іва́н Омеля́нович Леви́цький, псевдонім — Іван з Берліг (18 січня 1850, Берлоги Калуського повіту, тепер Рожнятівського району — 30 січня 1913, Львів) — український галицький бібліограф, письменник, публіцист. Працював над бібліографією західноукраїнських видань. Похований на «Личаківському цвинтарі» Поле 50.

## Біографія
Народився 6 (18) січня 1850 року в селі Берлоги (згодом Калуського повіту, нині Рожнятівського району).
Навчався у Станиславівській гімназії, з 3-го класу гімназії його забрали до австрійської армії. У липні 1871 року в Будапешті склав екзамени на атестат зрілості, а згодом поступив на філософський факультет Віденського університету.
На світогляд І. Левицького вплинули обставини, за яких він жив. В той період Галичина перебувала під владою Австро-Угорщини. Спочатку він належав до галицьких «москвофілів», що орієнтувалися на російську монархію, але пізніше приєднався до «народовців» та навіть почав брати участь у виданні журналу «Зоря». Основною справою Левицького завжди була бібліографія. Вперше він зацікавився бібліографією у 1877 році. У 1909 році він очолив Бібліографічне товариство ім. Тараса Шевченка.
Займався перекладами статей з російської преси. Пізніше у Коломиї видавав «Народну школу» (1875), у Львові «Друга народу» (1876) і «Бескид», активно співпрацював у багатьох галицьких періодичних виданнях, видавав календарі. Був редактором газет («Мир», «Слово»), журналів («Пролом», «Наука»).
З 1879 року і до кінця свого життя І. О. Левицький працював дрібним урядовцем у різних страхових товариствах у Львові. Помер 30 січня 1913 року, похований на 50 полі Личаківського кладовища у Львові.

## Діяльність
Укладач фундаментальних праць «Галицько-русская библиография XIX века» і «Галицько-руська бібліографія за роки 1772—1800» (опублікована в «Записах Наукового товариства імені Шевченка»), в яких охоплено книжкові та періодичні видання, описано зміст збірників, газет і журналів за 1772—1886 роки, «Українська бібліографія Австро-Угорщини», де містяться відомості за 1887—1893 роки. Створив кілька народних календарів, популярних книжок для народу: «Провидение Боже», «Прибудь разум, щастя буде», «Під Зборовом». Автор оповідань на історичні теми. Склав «Реєстр наукових і літературних праць професора Михайла Грушевського» (1906), зібрав колосальні матеріали про 2000 діячів, праці яких зберігаються у відділі рукописів Львівської наукової бібліотеки ім. В. Стефаника, видав 4 випуски «Прикарпатської Русі», решта (за браком грошей) залишились у рукописах.
Твори І. Левицького мали багато схвальних відгуків в українській, російській та польській пресі. Високо оцінено його праці в «Енциклопедичному словнику Брокгауза і Єфрона», та в праці О. Пипіна «История русской этнографии».

### Праці
- Галицько-руська бібліографія, т. 1—2.— Львів, 1888—95
- Українська бібліографія Австро-Угорщини за роки 1887—1900, т. 1—3.— Львів, 1909-11.